# Pardosa lycosinella
Pardosa lycosinella är en spindelart som beskrevs av Lawrence 1927. Pardosa lycosinella ingår i släktet Pardosa och familjen vargspindlar.
Artens utbredningsområde är Namibia. Inga underarter finns listade i Catalogue of Life.